# جيرالد ويلسون
جيرالد ويلسون (بالإنجليزية: Gerald Wilson)‏ هو بواق وموسيقي وملحن أمريكي، ولد في 4 سبتمبر 1918 في شيلبي في الولايات المتحدة، وتوفي في 8 سبتمبر 2014 في لوس أنجلوس في الولايات المتحدة بسبب ذات الرئة.

## وصلات خارجية
- جيرالد ويلسون على موقع IMDb (الإنجليزية)
- جيرالد ويلسون على موقع ميوزك برينز (الإنجليزية)
- جيرالد ويلسون على موقع قاعدة بيانات برودواي على الإنترنت (الإنجليزية)
- جيرالد ويلسون على موقع أول ميوزيك (الإنجليزية)
- جيرالد ويلسون على موقع ديسكوغز (الإنجليزية)